# Schweizerisches Institut für Kinder- und Jugendmedien
Das Schweizerische Institut für Kinder- und Jugendmedien (SIKJM) ist ein Kompetenzzentrum für literale Förderung, Forschung und Dokumentation im Bereich Kinder- und Jugendmedien mit Sitz in Zürich. Es verfügt über Zweigstellen in der Romandie (Institut suisse Jeunesse et Médias, ISJM) und im Tessin (Istituto svizzero Media e Ragazzi, ISMR). Darüber hinaus gehören die elf kantonalen und regionalen Organisationen von Kinder- und Jugendmedien Schweiz (KJM) dazu.

## Organisation
Das SIKJM, ein assoziiertes Institut der Universität Zürich und assoziiertes Mitglied der Schweizerischen Akademie der Geistes- und Sozialwissenschaften, wurde im Januar 2002 durch den Zusammenschluss des Schweizerischen Bundes für Jugendliteratur (SBJ) mit dem Schweizerischen Jugendbuch-Institut (SJI) gegründet. Die Johanna-Spyri-Stiftung ist Rechtsträgerin des SIKJM. Dem Institut angegliedert ist das Johanna Spyri-Archiv, das die UNESCO im Mai 2023 in ihr Register des Weltdokumentenerbes aufnahm.  Das SIKJM hat Geschäftsstellen in Zürich, Lausanne und Bellinzona.

## Literale Förderung
Das SIKJM entwickelt schweizweit literale Förderprojekte und unterstützt Vermittler in ihrer täglichen Arbeit mit Kinder- und Jugendliteratur. Mit seinen Angeboten will das SIKJM Kindern lustvolle Zugänge zum Lesen erschliessen und sie ermuntern, sich produktiv mit literarischen Texten und Sachtexten in allen Medien auseinanderzusetzen.

### Schweizer Vorlesetag
Der Schweizer Vorlesetag ist eine nationale Leseförderungsinitiative und findet jedes Jahr jeweils am vierten Mittwoch im Monat Mai statt. Im Rahmen des Vorlesetags werden in der ganzen Schweiz zahlreiche private, schulische und öffentliche Vorleseaktivitäten organisiert.

### Schweizer Erzählnacht
Die Schweizer Erzählnacht entstand 1990 und wird jedes Jahr vom SIKJM in Zusammenarbeit mit Bibliomedia Schweiz und UNICEF koordiniert. Die Erzählnacht unterstützt das gemeinschaftliche Erleben von Geschichten, dient der Leseförderung und bietet Kindern, Jugendlichen und Erwachsenen Zugänge zum Lesen.

### Schenk mir eine Geschichte
Das Projekt «Schenk mir eine Geschichte – Family Literacy» unterstützt Eltern mit Migrationshintergrund in ihren Ressourcen und Kompetenzen im Hinblick auf die sprachliche und literale Entwicklung ihrer Kinder.

### Vers-und-Reim-Datenbank
Die Vers-und-Reim-Datenbank beinhaltet Verse in den Schweizer Landessprachen sowie den in der Schweiz am häufigsten vertretenen Migrationssprachen. Die Datenbank wird laufend erweitert und ist auch auf Französisch und Italienisch abrufbar.

### Buchstart
Buchstart ist eine gemeinsame Initiative von Bibliomedia Schweiz und dem SIKJM. Jedes Neugeborene erhält über Bibliotheken, die Kinderärzte oder Mütter- und Väterberatungen ein erstes Buch. Für Eltern bietet Buchstart in vielen Bibliotheken Veranstaltungen an, die sie und ihre Kleinkinder mit Spielen, Lesen und Geschichten vertraut machen.

## Kulturarbeit
Das SIKJM stellt und vermittelt Fachleute für die Jurys verschiedener Preise im Bereich Kinder- und Jugendmedien. Unter anderem verleiht es den Schweizer Kinder- und Jugendbuchpreis zusammen mit dem Schweizer Buchhändler- und Verleger-Verband SBVV und den Solothurner Literaturtage.
Weiter nominiert das SIKJM jeweils alle zwei Jahre eine Autorin / einen Autor und eine Illustratorin / einen Illustrator für den internationalen Hans Christian Andersen-Preis. Zudem organisiert das SIKJM die Schweizer Auswahl für die Biennale der Illustratoren Bratislava.

## Fachbibliothek
Die SIKJM-Bibliothek ist die einzige Dokumentationsstelle der Schweiz, die breit – mit historischem und zeitgenössischem Interesse – Kinder- und Jugendliteratur sowie wissenschaftliche Arbeiten dazu sammelt und aufbereitet. Der Bestand umfasst rund 50'000 Medien, darunter Fachbücher, Fachzeitschriften, Bilderbücher, Kinder- und Jugendbücher und die internationalen Kinderbuchsammlungen von Elisabeth Waldmann und Bettina Hürlimann.

## Fachzeitschrift
Das SIKJM gibt drei Mal im Jahr die deutschsprachige Fachzeitschrift «Buch&Maus» heraus, die sich breit mit aktuellen Kinder- und Jugendmedien auseinandersetzt. In Reportagen, Essays, Diskussionsbeiträgen und Fachartikeln zu Kinder- und Jugendmedien beleuchtet sie literarische und mediale Trends und Hintergründe. Im umfangreichen Rezensionsteil werden nach Ansicht der Organisation herausragende neue Medien für alle Altersstufen in Kindheit und Jugend vorgestellt und besprochen. Das französischsprachige Pendant zu Buch&Maus ist «Parole», im Tessin heisst die Fachzeitschrift «Il Folletto». Alle Rezensionen aus Buch&Maus sind zudem über eine Datenbank auf der SIKJM-Homepage abrufbar.